# Lokomotiva ST44
Lokomotivní řada ST 44 Polských státních drah je dieselová lokomotiva s elektrickým přenosem výkonu vyrobená v Sovětském svazu, dnes Luhansk (Ukrajina). Je to polská verze typu obvykle označovaného jako lokomotiva M62. Vedle státních železnic Polskie Koleje Państwowe, resp. jejich nástupnické nákladní společnosti PKP Cargo, jsou tyto lokomotivy v Polsku provozovány řadou soukromých společností, které je zpravidla označují jako řada M62.
Tyto lokomotivy byly u PKP nasazeny nejdříve v DOKP (Dyrekcja Okręgowa Kolei Państwowych, tj. Oblastní ředitelství státních drah) Poznań v nákladní dopravě. Později byly nasazeny také v dálkové osobní dopravě, ale v topném období pouze s vozy, které byly vybaveny vlastním zdrojem tepla, neboť lokomotivy nejsou vybaveny zařízením pro vytápění osobních vozů.